# اگزید
دستگاه بازی جادوگر 

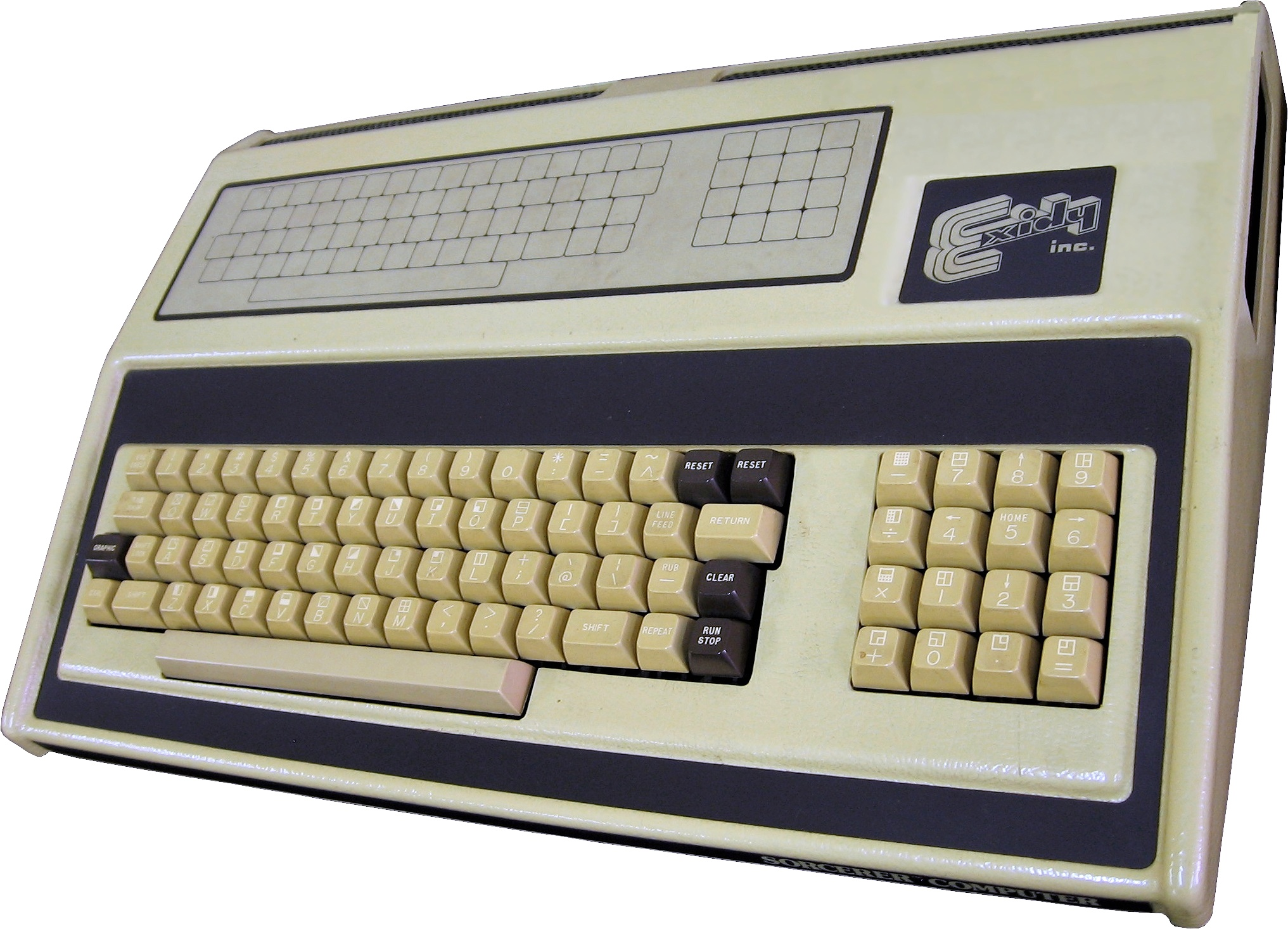
دستگاه بازی جادوگر سال ۱۹۷۸

اگزید (به انگلیسی: Exidy) توسعه دهنده و تولیدکننده وسایل سرگرمی سکه ای بود. این شرکت توسط کافمن و ساموئل هاوز در سال ۱۹۷۳میلادی تأسیس شد. نام "اگزید" مخفف کلمه اکسلنت این داینامیک (به‌انگلیسی:"Excellence in Dynamics") بود.
از بازی‌های برجسته منتشر شده توسط اگزید می‌توان به Circus , Death Race , Star Fire , Venture Pepper II , Mouse Trap , Targ و Spectar اشاره کرد.

## تاریخچه
پیت کافمن در سال ۱۹۷۲میلادی یک مدیر بازاریابی در شرکت رمتک (به‌انگلیسی:Ramtek) بود و یکی از چندین کارمند این شرکت بود که نمونه اولیه وسیله بازی آتاری دستی را در کالیفرنیا بازی کرد. با اعتقاد به اینکه بازی‌های ویدئویی با استفاده از سکه به یک تجارت بزرگ تبدیل می‌شود، او در اواخر سال ۱۹۷۳میلادی رامتک را ترک کرد و اگزید را با مهندس آمپکس ساموئل هاوز تأسیس کرد.
رقیبان اصلی شرکت اگزید در آن زمان شرکت‌های بزرگ‌تر بازی‌های ویدیویی مانند آتاری بودند، که همین امر پیشرفت شرکت را دشوار کرد. لیلا زینتر یکی از اعضاء شرکت اگزید در سال ۱۹۸۳میلادی ادعا کرد که «شرکت اگزید یک مبتکر است، اما … ما به سختی می‌توانیم در این زمینه یعنی یک بازی موفق شویم.»
یکی از تلاش‌های اگزید که در دهه ۱۹۸۰میلادی به دنبال علاقه‌مندان به چیزهای بی‌اهمیت بود، بازی مسابقه ای فاکس (به‌انگلیسی:Fax) بود، یک بازی چند سطحی که در یک جعبه چوبی بزرگ قرار داشت و ارتفاع آن حدود ۴ فوت بود و هیچ شباهتی به بازی‌های ویدیویی در آن دوره نداشت.
از سال ۱۹۸۳میلادی، اگزید مجموعه ای از بازی‌های اکشن با اسلحه‌های سبک را منتشر کرد که اولین و شناخته شده‌ترین آنها کراس بو (به‌انگلیسی: Crossbow) بود. این بازی همچنین جزء اولین بازی‌هایی بود که دارای صدای کاملاً دیجیتالی برای تمام جلوه‌های صوتی و موسیقی بود.
یکی دیگر از بازی‌های دیگر که تا حدودی موفق بود، یک بازی رانندگی به نام تاپ سکرت (به‌انگلیسی: Top Secret) بود. این بازی دارای یک ماشین جاسوسی با سلاح‌های پیشرفته بود که در داخل کشور اتحاد جماهیر شوروی بود که برای از بین بردن یک اسلحه خطرناک که از آن بسیار محافظت می‌شد ساخته شده بود.
در سال ۲۰۰۰۶میلادی، اعلام شد که نرم‌افزار من همستر (به‌انگلیسی:Mean Hamster) اجازه توسعه بازی‌های جدید شرکت اگزید را به دست آورده.

## بازی‌های اگزید
| عنوان                | تاریخ انتشار | یادداشت |  |
| -------------------- | ------------ | --- |  |
| پین بال دزد تلویزیون | ۱۹۷۵         | |  |
| میز Foosballer       | ۱۹۷۵         | دارای مجوز از رمتک(Ramtek). |  |
| کوچه رالی            | ۱۹۷۵         | |  |
| تخریب دربی           | ۱۹۷۵         | |  |
| بسکتبال قدیمی        | ۱۹۷۵         | بازی بسکتبال مکانیکی. |  |
| مسابقه مرگ           | ۱ آوریل ۱۹۷۶ | در طول توسعه، این بازی به عنوان Death Race ۹۸ شناخته می‌شد. |  |
| کاسه ربات            | ۱۹۷۷         | |  |
| نمره                 | ۱۹۷۷         | |  |
| تعقیب فوق‌العاده مرگ  | ۱۹۷۷         | |  |
| سیرک                 | ۱۹۷۷         | |  |
| ماشین چوگان          | ۱۹۷۷         | |  |
| حمله کردن            | ۱۹۷۷         | |  |
| فوتبال               | ۱۹۷۸         | |  |
| Ripcord              | ۱۹۷۹         | |  |
| Side Trak            | ۱۹۷۹         | |  |
| تصادف در             | ۱۹۷۹         | |  |
| آتش یکی!             | ۱۹۷۹         | |  |
| آتش‌سوزی              | ۱۹۷۹         | |  |
| راهزن                | ژانویه ۱۹۸۰  | در اصل توسط نینتندو در سال ۱۹۷۹میلادی به عنوان کلانتر توسعه و منتشر شد |  |
| Tail Gunner 2        | ۱۹۸۰         | از Cinematronics خریداری شده‌است |  |
| طیف                  | ۱۹۸۰         | |  |
| نمایشگاه             | ۱۹۸۰         | |  |
| تله موش              | ۱۹۸۱         | |  |
| ریسک                 | ۱۹۸۱         | |  |
| فلفل دوم             | ۱۹۸۲         | |  |
| پیروزی               | ۱۹۸۲         | Exidy همچنین یک هک گرافیکی از این بازی به نام Victor Banana تولید کرده‌است. |  |
| کلاه ایمنی           | ۱۹۸۲         | آزادی محدود |  |
| نمابر                | ۱۹۸۳         | |  |
| سطل چرخشی            | ۱۹۸۳         | پیچ و تاب در مفهوم Skee-Ball. برخلاف آن بازی، توپ‌ها دور یک حلقه منحنی می‌شوند و امیدوارم در یک سوراخ قرار بگیرند. درست در زیر سوراخ‌ها، یک عروسک در حال حرکت وجود دارد که می‌توان با توپ آن را برای دو امتیاز ضرب کرد.          |  |
| موج‌های بسیار بزرگ    | ۱۹۸۳         | پیچ و تاب در مفهوم Skee-Ball. برخلاف آن بازی، توپ‌ها دور یک حلقه منحنی می‌شوند و امیدوارم در یک سوراخ قرار بگیرند. |  |
| تیر کمان             | ۱۹۸۳         | |  |
| چیان                 | ۱۹۸۴         | |  |
| گرفتن -۲۲            | ۱۹۸۵         | |  |
| مبارزه کن            | ۱۹۸۵         | |  |
| ترک خورده            | ۱۹۸۵         | |  |
| سرگیجه               | ۱۹۸۵         | آزادی محدود |  |
| توپچی برتر           | ۱۹۸۶         | |  |
| فوق سری              | ۱۹۸۶         | در طول توسعه، این بازی ۰۰۷ نامیده می‌شد. عنوان ممکن است به دلیل کپی رایت به Top Secret تغییر یابد، زیرا عنوان مشابه سری فیلم ۰۰۷ است. هنگامی که بازی به Top Secret تغییر یافت، ۵۰ سطح اضافه شد و کنترل‌ها به فرمان تغییر یافت. |  |
| کبوتر سفالی          | ۱۹۸۶         | |  |
| چیلر                 | ۱۹۸۶         | |  |
| خانم را بزن          | ۱۹۸۷         | |  |
| کی دونیت             | ۱۹۸۸         | |  |
| مسابقه نهایی         | ۱۹۸۸         | بازی پوکر |  |
| یوکان                | ۱۹۸۸         | بازی پوکر (نسخه قمار) |  |
| چرخان                | ۱۹۸۹         | برداشتی از مفهوم Skee-Ball. |  |
| بلیط توربو           | ۱۹۹۶         | برداشتی از ایده گرفتن بلیط. |  |